# K2-268
K2-268 è una stella nella costellazione del Cancro con un sistema di cinque pianeti noti. La stella, di tipo spettrale K, è una piccola nana arancione con una temperatura superficiale attorno ai 5068 K, una massa del 84% di quella del Sole ed un raggio del 78% di quello della nostra stella.

## Sistema planetario
La scoperta dei primi due pianeti, b e c, è avvenuta nel 2018 con il metodo del transito attraverso le osservazioni del telescopio spaziale Kepler. L'anno successivo è stata rivelata la presenza di altri tre pianeti, confermati da studi successivi.
Il periodo orbitale dei primi quattro pianeti risulta legato da una risonanza, ossia i periodi sono proporzionali tra loro.

### Prospetto sul sistema
Sotto, un prospetto dei pianeti di K2-268, in ordine di distanza dalla stella.
| Pianeta | Raggio   | Periodo orb.  | Sem. maggiore | Scoperta |
| ------- | -------- | ------------- | ------------- | -------- |
| b       | 1,412 R⊕ | 2,152 giorni  | 0,0308 UA     | 2018     |
| d       | 1,490 R⊕ | 4,529 giorni  | 0,033 UA      | 2019     |
| e       | 1,330 R⊕ | 6,131 giorni  | 0,05 UA       | 2021     |
| c       | 2,690 R⊕ | 9,327 giorni  | 0,09 UA       | 2018     |
| f       | 2,229 R⊕ | 26,271 giorni | 0,129 UA      | 2019     |